# 3891 Вернер
3891 Вернер (3891 Werner) — астероїд головного поясу, відкритий 3 березня 1981 року.
Тіссеранів параметр щодо Юпітера — 3,501.